# 프로케라토사우루스
프로케라토사우루스(Proceratosaurus)는 쥐라기 중기 영국 지역에서 살았던 프로케라토사우루스과에 속하는 몸길이 소형 육식 수각류 공룡이다. 속명의 뜻은 '원시적인 뿔 도마뱀'을 의미하며, 몸길이는 3~4m이고 몸무게는 최대 100kg까지 달하였다.

## 발견

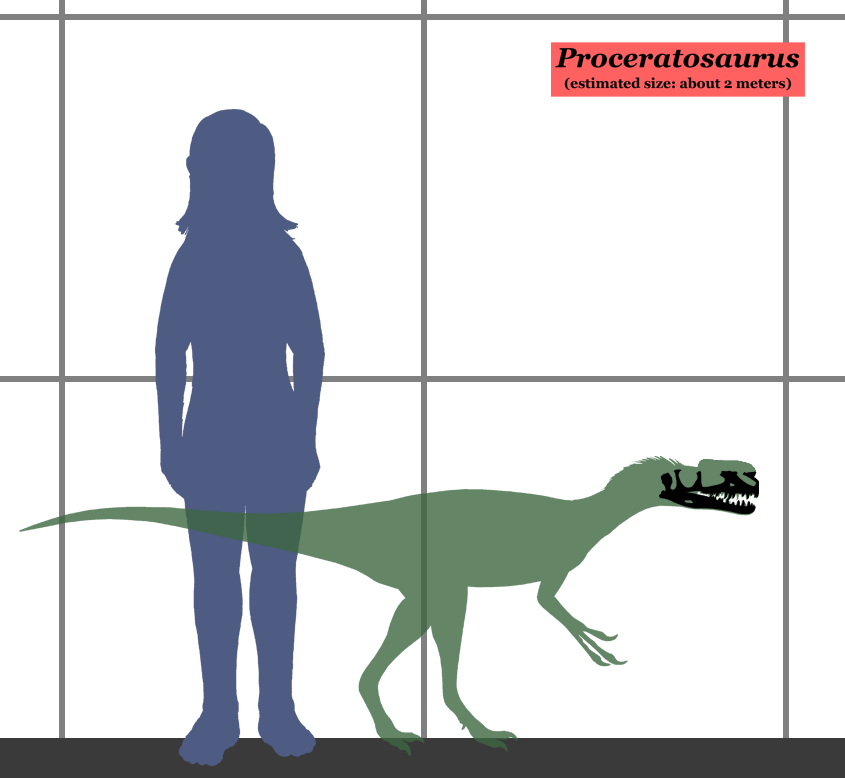
인간과의 크기 비교

프로케라토사우루스는 발견 당시 코에 위치한 작은 뿔 때문에 케라토사우루스의 조상으로 여겨졌고, 고생물학자인 그레고리 폴은 오르니톨레스테스와 가까운 친척이자 원시적인 알로사우루스상과로 추정하기도 했으나, 이후 오르니톨레스테스와는 관련이 없다는 사실이 밝혀졌다.
또한 두개골의 구조가 공미룡류 집단과 유사함을 보여주고 구안롱과의 유사점 또한 발견되어, 현재는 티라노사우루스상과에 '프로케라토사우루스과'라는 독자적인 분류군에 포함시키고 있다. 모식종은 1910년 저장소 철수 동안 민친햄프턴에서 복원되었으며, 런던 자연사박물관에 전시되어있다.